# Provincia di Morona-Santiago
La provincia di Morona Santiago è una delle ventiquattro province dell'Ecuador. Situata nella parte orientale del paese ha come capoluogo la città di Macas.
La provincia è situata nella parte orientale dell'Ecuador, si estende dalle pendici orientali delle Ande fino alle pianure del bacino del Rio delle Amazzoni, il nome deriva dai fiumi Morona e Santiago, entrambi affluenti del Rio delle Amazzoni.

## Geografia fisica
Confina a nord con la Provincia del Tungurahua, a nord-est con la Provincia del Pastaza, ad est con la regione peruviana di Loreto, a sud con la provincia di Zamora Chinchipe e ad ovest con le province andine di Azuay, Cañar e Chimborazo.

## Cantoni
La provincia è suddivisa in 12 cantoni:
| #  | Cantone            | Capoluogo                        |
| -- | ------------------ | -------------------------------- |
| 1  | Gualaquiza         | Gualaquiza                       |
| 2  | Huamboya           | Huamboya                         |
| 3  | Limón Indanza      | General Leonidas Plaza Gutiérrez |
| 4  | Logroño            | Logroño                          |
| 5  | Morona             | Macas                            |
| 6  | Pablo Sexto        | Pablo Sexto                      |
| 7  | Palora             | Palora                           |
| 8  | San Juan Bosco     | San Juan Bosco                   |
| 9  | Santiago de Méndez | Santiago de Méndez               |
| 10 | Sucúa              | Sucúa                            |
| 11 | Taisha             | Taisha                           |
| 12 | Tiwintza           | Santiago                         |